# Hermann Broch
Hermann Broch (Bécs, 1886. november 1. – New Haven, Connecticut, USA, 1951. május 30.) osztrák regényíró, novellista, lírikus és filozófus, a huszadik századi irodalom egyik legnagyobb alkotója.

## Élete
Zsidó nagypolgári családban született. Textilmérnöki képesítést szerzett és átvette apja textilgyárának igazgatását. De közben, meglett férfiként matematikai, filozófiai és pszichológiai tanulmányokat is folytatott a Bécsi Egyetemen 1925-től 1928-ig. Írói körökben forgott, vonzotta a szellemi pálya. Megismerkedett többek között a Bécsben tartózkodó Lukács Györggyel, Mannheim Károllyal, Balázs Bélával.
1927-ben nagy családi vihart okozva eladta a teesdorfi gyárat, és ettől fogva az írói munkásságnak élt.
1931-32-ben jelent meg első regénye Az slvajárók (regénytrilógia).
Ismerősei közé tartozott Robert Musil, Rainer Maria Rilke, Elias Canetti, Franz Blei és James Joyce.
Ausztria náci megszállása (1938) idején letartóztatták, de barátai – többek közt James Joyce – közbenjárására szabadon bocsátották. Ezt követően emigrációba vonult. Először Angliában, majd az Amerikai Egyesült Államokban telepedett le, ahol a Yale Egyetem német irodalom professzora volt haláláig. Amerikában fejezte be fő művét, Vergilius halálát (1945). Ekkoriban Broch katolikus hitre tért. Halála előtt Nobel-díjra jelölték. 1951. május 30-án halt meg New Havenben.
Fő műve, Vergilius halála, egy 1936-ban keletkezett elbeszélésből született. A regényt Broch 1938-ban kezdte el írni és 1945-ben jelent meg a könyv. A haldokló Vergilius utolsó 18 óráját elbeszélő alkotás a halál pillanatának megvilágítására törekszik. A haldokló Vergilius újra átéli költészetének és emberi létének állomásait, miközben megnyílnak előtte az időn és léten túli távlatok. Miközben az elbeszélés a létezés tapasztalaton túli eredetét és értelmét érzékelteti, lehetetlennek mutatja annak megragadhatóságát és elbeszélhetőségét. Vergilius azzal a rémképpel viaskodik, hogy a nyelvi jelekbe vetett hite tarthatatlan, a nyelvi közeg közvetítőképességének túlbecsülése folytán a szépség esztéticista kultuszába tévedt, az életet ábrázolta, és azt hitte, tökéletest alkotott, holott a halált kellett volna megismernie, arra viszont a nyelvművészet nem alkalmas. Gyötrő kétségei támadnak a művészet létjogosultsága iránt, áldozatként meg akarja semmisíteni az Aeneist.
Vergilius, fejlődésében eljut addig, hogy másokért hoz áldozatot: barátai, de elsősorban Augustus kedvéért lemond az önmegsemmisítés üres gesztusáról.
Broch tehát a másokért végzett cselekvő szolgálatnak mint legfőbb etikai értéknek a szuggesztív művészi kifejezésével világosan a keresztény szellemiség és a humanizmus mellett foglal állást.

## Munkássága, filozófiája
Abból az egzisztencialista megfontolásból indul ki Broch, hogy mihelyt tudatára ébred az ember önmagának és a világnak, feltámad benne a „metafizikai félelem” a haláltól. A halál válik ezáltal abszolút „nem-értékké”, és az ember minden igyekezete arra irányul, hogy megszabaduljon ettől a félelemtől, és az abszolút nem-értékkel szemben abszolút értéket szegezzen szembe. Az ember értékalkotásra törekszik, metafizikai félelmének okát, a lét ismeretlenségét, az irracionalitást megpróbálja racionálisan átvilágítani, megformálatlanságából megformáltságot teremteni.
A formáló aktust Broch „jónak” nevezi, az eredményt „szépnek”. A „szép”, az esztétikai eredmény azonban sohasem lehet végcél, a formáló aktusnak mindig a végső és általános célt kell szem előtt tartania, a „szép” átmeneti eredményén túlit, a racionális aktusnak az irracionális célt. A világ végtelen irracionalitását racionális formáló-rendszerek próbálják értékrendszerekké alakítani. Ilyen értékrendszer pl. a tudomány, művészet, politika stb.
A legnagyobb értékrendszert Broch felfogása szerint mindenkor a vallás jelentette, amelynek lényege, hogy abszolút értéket tűz ki az irracionalitásban az abszolút nem-értékkel szemben. Broch értékelméletének lényege, hogy a középkorban a katolikus vallás és egyház olyan abszolút és transzcendens értéket képviselt, amely minden értékalkotó emberi tevékenység végcélja, legfőbb erkölcsi fóruma, értékközpontja volt. A reformációval és a reneszánsszal megkezdődött ennek az értékközpontnak a felbomlása, és az egységes értékrend helyén rivalizáló részrendszerek (pl. politika, hadviselés, ideológia, művészet stb.) jöttek létre, amelyeknek megvolt, és mindmáig megvan a maguk külön működési logikája, értékrendje. Ezért összeegyeztethetetlenek és előbb-utóbb össze is ütköznek, mind az egyes ember életében, mind társadalmi mértékben.
Broch üzenete, hogy ha nincs transzcendens, metafizikai támpont, amire mindent egységesen lehet vonatkoztatni, az ember vagy gyarló földi dolgokat fetisizál, vagy reménytelenül eltéved az anarchiában, vagy végképp alámerül a teljes nihilben és magányban. Ez az üzenet leginkább Az alvajárók című regényében mutatkozik meg.
A művészi értékalkotásnak az irracionalitásból a racionalitáson át az irracionalitásba visszavezető utat kell bejárnia. Broch szerint az igazi művészet racionális eszközökkel elhódít valamit az irracionalitás világából, s teszi ezt a végcél szem előtt tartásával, annak a vallásnak a szolgálatában, amelynek elkötelezettje. Az igazi művészet tehát egyfelől megismerés, másfelől utópia, jelen-megragadás és jövőbe-mutatás, a magasabb rendű célok diktálta elvek szerint. Ezzel szemben a giccs nem a „jóra”, hanem a „szépre” törekszik, beéri a puszta esztétikai eredménnyel, nem formál értéket a megformálatlanságból, hanem a már megformált valóságból hoz létre tetszetős új alakot, de ez csak látszatra új, valójában utánzat. Broch hitvallása szerint fontosabb a megismerni akarás és az etikai értékek, mint az esztétikai értékek. Azt vallotta, hogy a regénynek a tudományt és a költészetet kell összeolvasztania.
Az alvajárók című regénytrilógiájának kötetei: Pasenow avagy a romantika, Esch avagy az anarchia, Huguenau avagy a tárgyiasság. Az alvajárók 1931-ben és 1932-ben jelent meg a müncheni és zürichi székhelyű Rhein-Verlagnál. Broch negyvenöt éves korában ezzel a nagyszabású művel mutatkozott be mint író.
Az egyes részek cselekménye között alig van összefüggés. A Pasenow 1888-ban, a gründolások korában játszódik Berlinben, és az egykori Poroszországnak olyan táján, amely ma Lengyelországhoz tartozik. Főszereplői porosz junkerek. Az Esch cselekményének ideje 1903, és a színtér a Rajna-vidékre, Kölnbe és Mannheimbe helyeződik át. A szereplők itt kispolgárok és munkások. Ahogy 15 év telik el az első két rész között, ugyanennyi idő választja el a második és a harmadik részt is. Az 1918-ban, az első világháború végén játszódó Huguenau helyszíne egy kisváros a német-francia határon.
Míg az első rész szereplői közül a másodikban csak Eduard von Bertrand bukkan fel, vagyis inkább lebeg mindvégig a háttérben, a harmadikban az első rész Pasenow-ja és a második rész Esch-e is szerephez jut. Szerepeltetésük nem a történetük „folytatása”, hanem olyan motívum, amely funkcióját tekintve megegyezik a trilógián végigvonuló más jelképes és motivikus kapcsolatokkal. A trilógia egységét ezek a sokrétű, rejtett és az értékvesztés központi gondolatának alárendelt összefüggések és vezérmotívumok teremtik meg. Broch, eltérően realista elődjeitől, nem bírálja hőseit, nem is érez velük együtt, még csak nem is a pszichológiájukra kíváncsi elsősorban, hanem tünetértékű, jelképes motívumok rendszerébe állítva őket, társadalomtörténeti helyzetüket elemzi. Az alvajárók párját ritkítóan egyensúlyoz a realista társadalomábrázoló regény és a modern szimbolikus eszmeregény között.

## Főbb művei

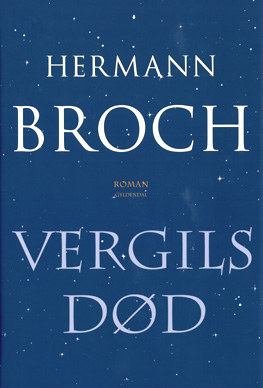
Vergilius halála

- Das Weltbild des Romans, 1930. Esszé
- Az alvajárók (Die Schlafwandler), 1931-1932. Regény
- Die Unbekannte Grösse, 1933. Regény
- Das Böse im Wertsystem der Kunst, 1933. Esszé
- James Joyce und die Gegenwart, 1935. Esszé
- Völkerbund-Resolution, 1937. Esszé
- Vergilius halála (Der Tod des Vergil), 1945. Regény
- Hofmannsthal és kora (Hofmannsthal und seine Zeit), 1947. Esszé
- A bűntelenek (Die Schuldlosen), 1950. Regény
- A kísértő (Der Versucher), 1953, posztumusz. Regény

## Magyarul
- A kísértő. Regény; ford. Vajda Endre, bev. Pók Lajos; Magvető, Bp., 1968 (Világkönyvtár)
- Vergilius halála; ford., előszó Györffy Miklós; Európa, Bp., 1976
- Néhány megjegyzés a giccs problémájáról / Giccs és irányművészet; ford. Györffy Miklós; inː A giccs. A rossz ízlés antológiája; Gondolat, Bp., 1986
- Hofmannsthal és kora. Szecesszió vagy értékvesztés?; ford. Györffy Miklós; Helikon, Bp., 1988
- Az alvajárók, 1-3.; ford. Györffy Miklós; Jelenkor, Pécs, 1998–1999